# Propagandhi
Propagandhi es una banda canadiense de punk rock y hardcore punk conformada por los guitarristas Chris Hannah y Sulynn Hago, el baterista Jord Samolesky y el bajista Todd Kowalski radicada en Winnipeg, Canadá.
En sus inicios, sus letras se alineaban con las tradiciones del punk rock y el skate punk pero con los años su sonido evolucionó hacia un sonido más pesado y técnico influenciado por el heavy metal. Tanto en sus letras como en su activismo directo, los miembros de la banda defienden diversas causas anarquistas y de izquierda.[cita requerida]

## Historia

### Inicios y primeros dos álbumes (1986–1997)
La banda tuvo sus inicios en la ciudad de Portage la Praire, en la provincia de Manitoba, Canadá. Sus primeros miembros fueron Chris Hannah y Jord Samolesky. Scott Hopper respondió a un volante en una tienda de discos donde una «banda de metal progresivo buscaba un bajista». Tres años después, Hopper fue reemplazado por Mike Braumeister con quien la banda tuvo su primera presentación en vivo. Una vez consolidada tras varios demos y presentaciones más grandes, incluyendo una con los ya famosos Fugazi, Braumeister decidió mudarse a la ciudad de Vancouver, por lo que John K. Samson se integró a la banda convirtiéndose en el tercer bajista de la alineación.
En 1992, Propagandhi se presentó en un show con la banda de punk rock de California NOFX e incluyó en su set una versión de "I Want You to Want Me" de Cheap Trick. Impresionado por su actuación, el líder de NOFX, Fat Mike, los contrató en sello discográfico independiente Fat Wreck Chords. Más tarde, la banda lo acompañó a Los Ángeles,en donde grabaron su álbum debut, How to Clean Everything, lanzado en 1993. La banda pasó los siguientes tres años girando y emitiendo varios lanzamientos menores, incluyendo el sencillo "How to Clean a Couple o' Things" como parte de Fat Wreck Chords, un disco split de 10" con I Spy, un split de 7" con F.Y.P, y el doble de 7" Where Quality is Job No. 1, los tres últimos con Recess Records.
En 1996, grabaron y lanzaron su segundo álbum, Less Talk, More Rock, a través de Fat Wreck Chords. El título era irónico, ya que habían llegado a ser bien conocidos por los largos discursos y explicaciones de sus canciones que daban durante sus actuaciones en vivo. El álbum fue más politizado que su predecesor, con títulos de canciones como "Apparently, I’m a 'P.C. Fascist' (Because I Care About Both Human and Non-Human Animals)", "Nailing Descartes to the Wall/(Liquid) Meat Is Still Murder", y "... And We Thought Nation-States Were a Bad Idea". Ramsey Kanaan, fundador de la editorial anarquista AK Press, aparece en "A Public Dis-Service Announcement from Shell" como la voz de la multinacional petrolera. Las ganancias parciales del álbum fueron donadas a AK y otros grupos activistas. Less Talk, More Rock causó cierta controversia al momento de su lanzamiento por la postura de la banda a favor del feminismo y la homosexualidad, la cual, según Hannah, chocó con la cultura sexista y homofóbica de la escena punk rock de la costa oeste con la que se asociaba a la banda.

### Today's Empires, Tomorrow's Ashes(1997–2005)
Tras el lanzamiento de Less Talk, More Rock, Samson se retiró de la banda y formó The Weakerthans. Lo reemplazó Todd Kowalski, el entonces compañero de departamento de Hannah y quien había sido parte de la banda de grindcore Swallowing Shit y de I Spy, los antiguos compañeros de gira de Propagandhi. Hannah y Samolesky también fundaron el sello discográfico G7 Welcoming Committee Records, con quien lanzó el primer álbum de The Weakerthans. El sello se estructuró en torno a las propuestas de economía participativa de Robin Hahnel y Michael Albert. La banda publicó Where Quantity Is Job No. 1, una colección de EPs de canciones recopiladas, demos y canciones en vivo.
En 2001, Propagandhi lanzó su tercer álbum, Today’s Empires, Tomorrow’s Ashes. El álbum fue considerado por algunos como una importante desviación de sus trabajos anteriores. Los títulos de las canciones y las letras de Today’s Empires, Tomorrow’s Ashes incrementaron el alcance de sus puntos de vista políticos, complementados por la composición agresiva de Kowalski y una mayor densidad de líneas de guitarra. El álbum incluye contenido mejorado, con videos políticos y ensayos sobre temas como COINTELPRO y el Partido Pantera Negra.

### Potemkin City Limitsyevolución a cuatro miembros (2005–2008)
Propagandhi lanzó el álbum Potemkin City Limits el 18 de octubre de 2005. Al igual que su predecesor, el álbum incluye contenido multimedia con una serie de archivos PDF sobre temas como la economía participativa y el veganismo así como enlaces a sitios web de organizaciones que Propagandhi apoya. La canción de apertura del álbum, "A Speculative Fiction", ganó el Premio SOCAN de composición en el 2006 por votación en línea. Propagandhi se comprometió a usar el premio de $5000 para hacer donaciones a la Red de Acción de Haití y The Welcome Place, una organización en Winnipeg que ayuda a los refugiados a comenzar nuevas vidas para la que previamente habían hecho trabajo voluntario.
Durante el período previo e inmediatamente posterior al lanzamiento de Potemkin City Limits, Hannah adoptó el seudónimo de Glen Lambert, causando confusión entre algunos fanes, críticos y comentaristas. La banda concluyó la broma anunciando el 14 de agosto de 2006 que Glen Lambert había sido despedido y sería reemplazado por el "antiguo" miembro Chris Hannah. Esto coincidió con la incorporación del segundo guitarrista David Guillas, cambiando la alineación de la banda de tres a cuatro integrantes después de veinte años de carrera. Guillas, apodado "The Beaver", fue miembro de dos bandas de rock con sede en Winnipeg, Giant Sons y Rough Music. Hannah había declarado anteriormente que siempre había sido un gran fan de la ejecución musical de Guillas en Giant Sons e influenciado por ella.
En el 2007, la banda lanzó un DVD titulado Live from Occupied Territory, que consta de una grabación de su set en el Zoológico de Winnipeg el 19 de julio de 2003. Las ganancias del DVD benefician el bloqueo de Grassy Narrows y la Alianza de Niños del Medio Oriente. En el DVD se incluyen dos documentales de larga duración: Peace, Propaganda and the Promised Land, y As Long as the Rivers Flow.

### Supporting Caste,Failed States(2008–2015)
La banda pasó los años siguientes trabajando en su quinto disco, Supporting Caste. Durante las sesiones de grabación, Hannah declaró que para sus oídos, el disco "se asemeja[ba] a un envejecido compuesto dinamitado de Potemkin City Limits, Less Talk More Rock y Giant Son’s Anthology y una dosis calculada de Today’s Empires Tomorrow’s Ashes". La banda creó una página web dando a los fanes la opción de recibir dos canciones de alta calidad del álbum antes de su lanzamiento al hacer una donación de $1 a $10 dólares a una de las tres organizaciones activistas que ellos apoyan. La página también enlazaba a varias compras anticipadas del álbum, el cual fue lanzado oficialmente el 10 de marzo de 2009.
El EP digital Recovered fue el siguiente lanzamiento de la banda el 6 de abril de 2010. Contó con grabaciones remasterizadas de How To Clean Everything y Less Talk, More Rock y con nuevas partes grabadas por Hannah. Un split 7" con Sacrifice siguió ese diciembre, con Propagandhi haciendo un cover de Corrosion of Conformity. En colaboración con sus amigos y compañeros músicos de Sheet Happens Publishing y Protest the Hero, Propagandhi también lanzó una transcripción de la tablatura de Supporting Caste para guitarra y bajo a principios de 2012.
La banda comenzó los planes para un nuevo disco poco después de completar Supporting Caste. Después de varios años de trabajo y fragmentos de prelanzamiento ofrecidos a través de varios puntos de Internet, Failed States, su sexto álbum de estudio, fue lanzado el 4 de septiembre del 2012 a través de Epitaph Records. Las primeras críticas fueron generalmente positivas: Revolver elogió el logro musical y lírico del disco, mientras que Exclaim! identificó sus mejoras en los estándares establecidos por el trabajo reciente de la banda. En octubre de 2012, se anunció el lanzamiento de la tablatura de Failed States.

### Victory Lap(2015–present)
David Guillas no forma parte de la alineación de las giras desde septiembre de 2015, y poco después la banda reclutó al músico de Florida, Sulynn Hago, como su nuevo guitarrista de gira. El 10 de mayo de 2017, la banda anunció en su página de Facebook que habían grabado un nuevo álbum listo para su lanzamiento en o después del verano de 2017. El 17 de julio de 2017, Propagandhi anunció que su nuevo álbum, Victory Lap, sería lanzado el 29 de septiembre a través de Epitaph Records. El anuncio fue seguido por el lanzamiento de la canción con el mismo nombre. En ese álbum, Sulynn Hago fue acreditado como miembro de la banda y David Guillas como un "Propagandhi alumnus" que había contribuido con partes adicionales de guitarra.

## Miembros
| Miembros Actuales                                | Antiguos Miembros                          |
| ------------------------------------------------ | ------------------------------------------ |
| Chris Hannah - voz y guitarra (1986 - presente)  | Scott Hopper – abajo y voz (1986–89)       |
| Jord Samolesky - batería y voz (1986 - presente) | Mike Braumeister – bass (1989–91)          |
| Todd Kowalksi - bajo y voz (1997 - presente)     | John K. Samson – bajo y voz (1991–97)      |
| Sulynn Hago - guitarra y voz (2015 - presente)   | David Guillas – guitarra y voz (2006–2015) |

## Discografía

### Álbumes de estudio
- How to Clean Everything (Fat Wreck Chords, 1993)
- Less Talk, More Rock (Fat Wreck Chords, 1996)
- Today's Empires, Tomorrow's Ashes (Fat Wreck Chords/G7 Welcoming Committee Records, 2001)
- Potemkin City Limits (Fat Wreck Chords/G7 Welcoming Committee Records, 2005)
- Supporting Caste (G7 Welcoming Committee Records/Smallman Records, 2009)
- Failed States (Epitaph, 2012)
- Victory Lap (Epitaph, 2017)
- At Peace (Epitaph, 2025)

### Maquetas
- We Don't Get Paid, We Don't Get Laid, and Boy Are We Lazy (Discográfica Independiente, 1990)
- Fuck The Scene (Discográfica Independiente, 1991)
- Martial Law With a Cherry on Top (Discográfica Independiente, 1992)

### EP
- How to Clean a Couple o' Things 7" (Fat Wreck Chords, 1993)
- Where Quality is Job #1 double 7" (Recess Records, 1994)

### Splits
- I'd Rather Be Flag-Burning 10" con I Spy (Recess Records, 1995)
- Propagandhi/F.Y.P. (también conocida como "Letter of Resignation") 7" con F.Y.P. (Recess Records, 1995)
- Systematic Destruction 7" con I Spy, Malefaction, Silence Equals (Bad Food For Thought Records)

### En directo
- Yep. casete (Applecore Records, 1995)
- Live from Occupied Territory DVD (G7 Welcoming Committee Records, 2007)

### Recopilatorios
- Where Quantity is Job #1 (G7 Welcoming Committee Records, 1998), colección de maquetas, pistas en vivo, versiones alternativas, y canciones presentes en otros recopilatorios.
- "Portage La Prairie" de Play at Your Own Risk, Volume 2 (Recess Records, 1994), posiblemente una broma o una de sus primeras grabaciones, John K. Samson canta sombre un sampler.
- "Nation States" de Survival of the Fattest (Fat Wreck Chords, 1996), una versión alternativa de la canción de Less Talk, More Rock
- "The Only Good Fascist is a Dead Fascist (Dallas Hansen Dance Mix)" de Better Read Than Dead (AK Press/Epitaph Records, 1994), la misma canción de Less Talk, More Rock pero con un contestador automático criticando a la banda al inicio y al final de la canción.
- "Hard Times", a Cro-Mags versión de Return of the Read Menace (AK Press/G7 Welcoming Committee Records, 1998), la primera versión grabada en estudio con el nuevo bajista, Todd Kowalski
- "War is Peace, Slavery is Freedom, May All Your Interventions Be Humanitarian" que forma parte de Live Fat, Die Young (Fat Wreck Chords, 2001)
- "Come to the Sabbat", pista oculta y versión de Black Widow en Somebody Needs a Timeout (Campfire Records, 2002